# Pacyfikacja wsi Sochy
Pacyfikacja wsi Sochy – masowy mord na ludności cywilnej, połączony z niszczeniem mienia, dokonany przez okupantów niemieckich 1 czerwca 1943 roku we wsi Sochy na Zamojszczyźnie.
Prawdopodobnie przyczyną pacyfikacji była współpraca mieszkańców wsi z polskim ruchem oporu. Z rąk funkcjonariuszy niemieckiej policji zginęło co najmniej 181 osób, w tym wiele kobiet i dzieci. Wieś została niemal doszczętnie spalona. Była to jedna z największych zbrodni popełnionych w trakcie operacji wysiedleńczo-pacyfikacyjnej na Zamojszczyźnie, a zarazem pierwsza pacyfikacja na ziemiach polskich, podczas której Niemcy wykorzystali wsparcie lotnictwa.

## Geneza
Jesienią 1942 roku, pod kierownictwem dowódcy SS i policji na dystrykt lubelski, SS-Brigadeführera Odilo Globocnika, rozpoczęto na Zamojszczyźnie szeroko zakrojoną operację wysiedleńczą. Jej celem było wypędzenie z tego regionu około 100 tys. Polaków, na których miejsce zamierzano osiedlić niemieckich kolonistów, przede wszystkim volksdeutschów ze Słowenii, Lotaryngii i Besarabii. Pierwsze wysiedlenia przeprowadzono w nocy z 27 na 28 listopada 1942 roku. Do końca grudnia akcją objęto 60 wsi zamieszkanych przez ok. 34 tys. Polaków. Druga faza operacji trwała od połowy stycznia do końca marca 1943 roku i objęła przede wszystkim tereny powiatu hrubieszowskiego. Wysiedlono wtedy 63 wsie.
Działania Niemców spotkały się z biernym oporem wysiedlanej ludności oraz ze zbrojną reakcją polskiego ruchu oporu. Oddziały partyzanckie Batalionów Chłopskich, Armii Krajowej i Gwardii Ludowej usiłowały powstrzymać ekspedycje pacyfikacyjno-wysiedleńcze, atakowały niemieckie obiekty gospodarcze i komunikacyjne, a także przeprowadzały akcje odwetowe we wsiach zasiedlonych przez niemieckich kolonistów. Opór stawiany przez polską partyzantkę w połączeniu z trudną sytuacją wojsk niemieckich na froncie wschodnim zmusiły okupantów do chwilowego przerwania wysiedleń. Wznowiono je dopiero w ostatnich dniach czerwca 1943 roku. Zanim to nastąpiło, Niemcy przeprowadzili na Zamojszczyźnie szereg brutalnych akcji pacyfikacyjnych. Ofiarą jednej z nich padła wieś Sochy w gminie Zwierzyniec.
Prawdopodobnie przyczyną pacyfikacji była współpraca mieszkańców Soch z polską partyzantką. Według świadków na krótko przed masakrą we wsi pojawili się agenci Gestapo, którzy podając się za partyzantów badali stosunek ludności do ruchu oporu. W źródłach wskazywane są także inne przyczyny, na przykład rzekomy donos kobiety, której partyzanci zarekwirowali byka. Józef Fajkowski podkreślał, że zbrodnia w Sochach była jedną z wielu pacyfikacji, które Niemcy przeprowadzili w związku ze zbrojnym oporem przeciw wysiedleniom z Zamojszczyzny.

## Przebieg pacyfikacji

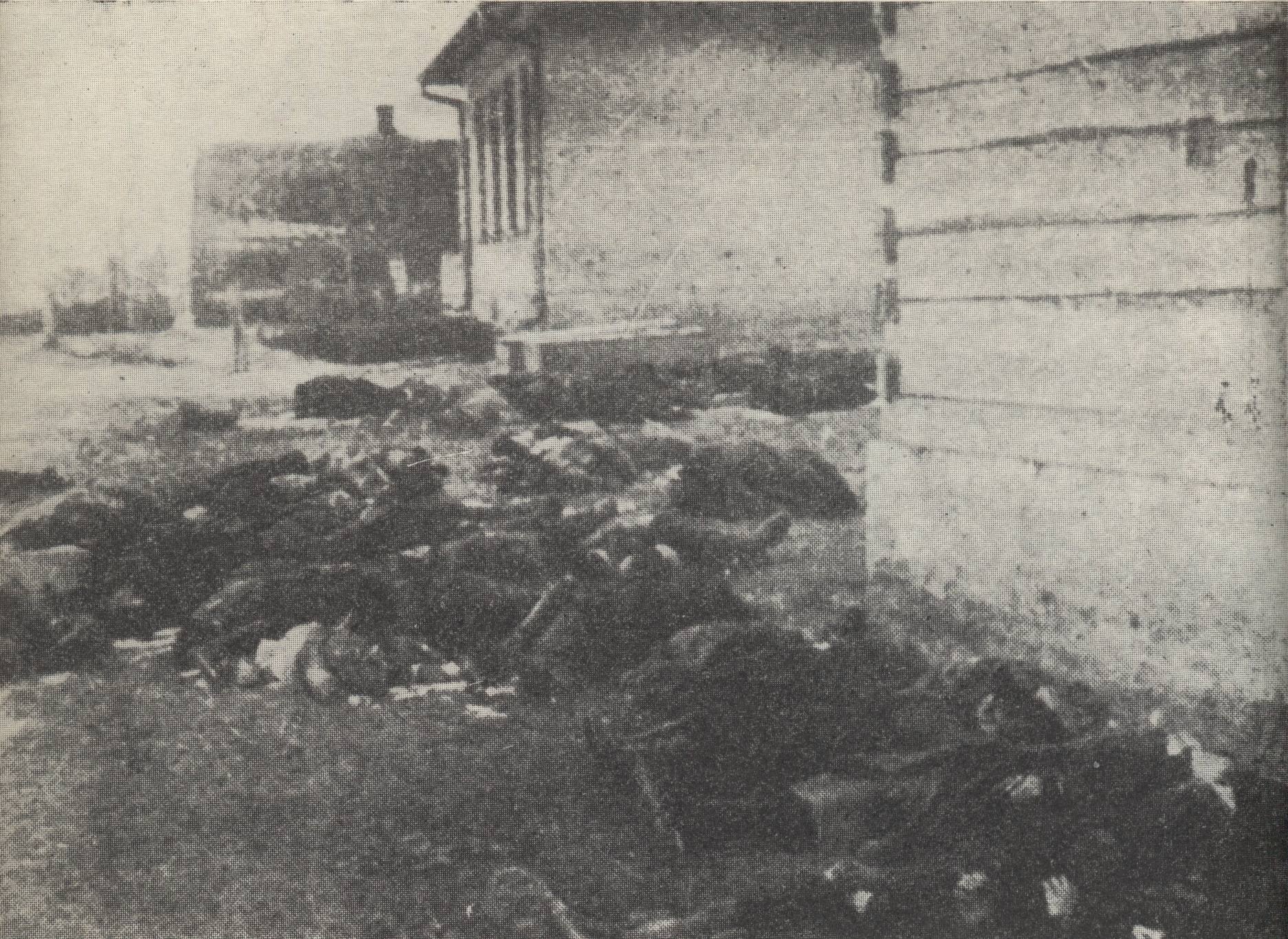
Zdjęcie wykonane po zakończeniu pacyfikacji

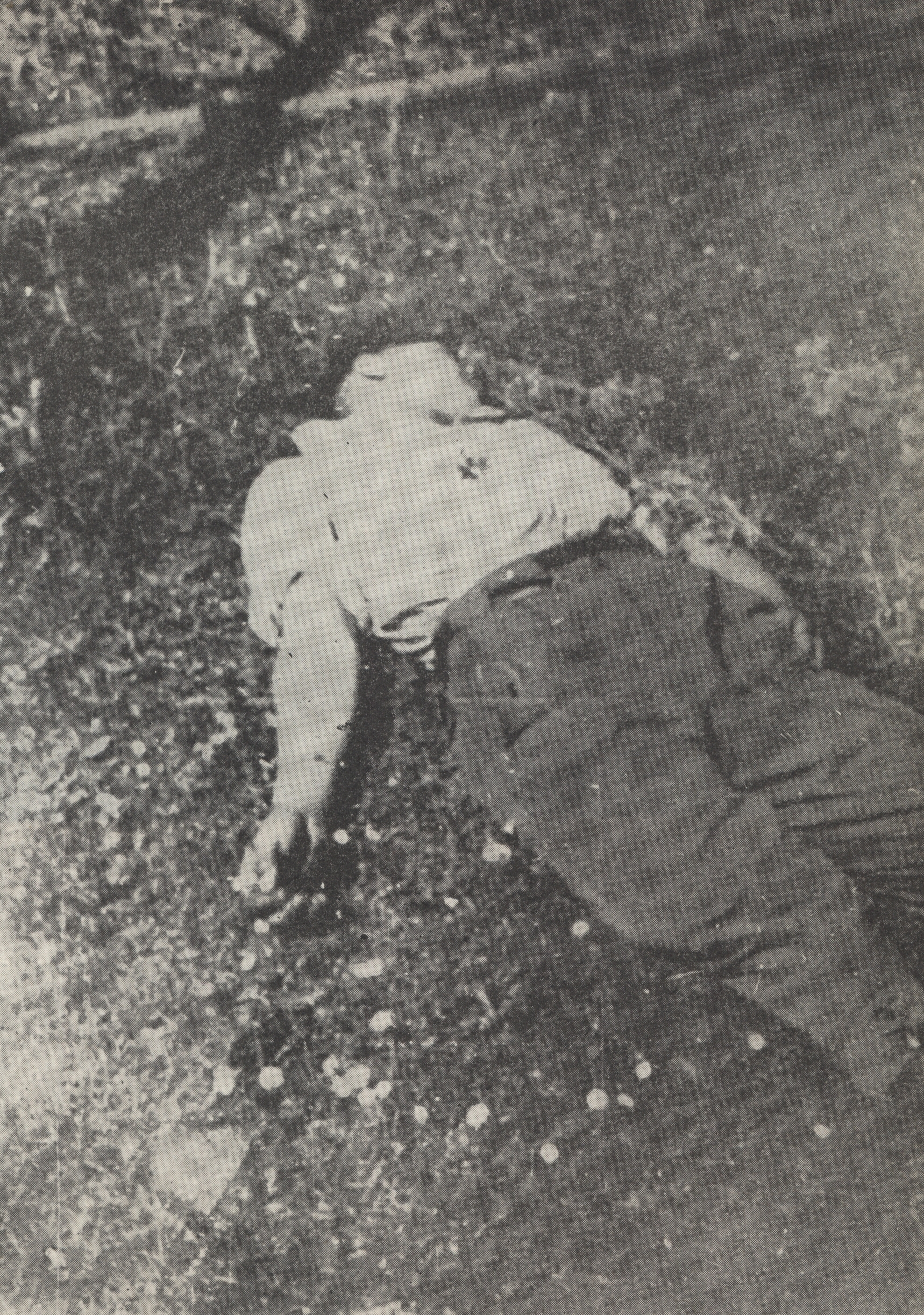
Zwłoki jednej z ofiar

1 czerwca 1943 roku, około godziny 5:00 rano, do Soch przybyła niemiecka ekspedycja karna. W składzie oddziałów pacyfikacyjnych znajdowali się przede wszystkim funkcjonariusze Schutzpolizei z Zamościa. Towarzyszyć mieli im również członkowie SS oraz ukraińscy lub rosyjskojęzyczni kolaboranci. Niemcy obsadzili zalesione zbocza doliny, w której leżą Sochy, a następnie otoczyli wieś szczelnym kordonem. Dostrzegłszy policjantów, mieszkańcy zaczęli wynosić z domów swój dobytek, gdyż spodziewali się, że wkrótce rozpocznie się akcja wysiedleńcza.
Tymczasem Niemcy wkroczywszy do wsi, rozpoczęli systematyczną masakrę. Ludność mordowano bez względu na wiek, płeć, czy stan zdrowia. Zabudowania podpalano wraz z pozostawionymi w środku rannymi. Zdarzały się także przypadki wrzucania ofiar do płonących budynków. W trakcie pacyfikacji ginęły całe rodziny.
Około godziny 8:00 niemiecka policja wycofała się z Soch. Następnie nadleciało od 7 do 10 samolotów, które zbombardowały i ostrzelały z broni maszynowej zarówno wieś, jak i pobliskie pola, gdzie ukrywali się mieszkańcy, którym udało się przeżyć pierwszą fazę masakry. Zginęło wtedy kolejnych kilkanaście osób. Był to pierwszy w okupowanej Polsce przypadek wykorzystania lotnictwa podczas pacyfikacji wsi.
Liczbę ofiar masakry szacuje się na 181, 182, 183 lub nawet około 200 osób. Zginęła blisko połowa mieszkańców wsi. Według Czesława Madajczyka w gronie ofiar znalazło się 106 mężczyzn, 53 kobiety i 24 dzieci, inne źródła podają, że zamordowano 108 mężczyzn i 54 kobiety lub 103 kobiety i dzieci. W Rejestrze miejsc i faktów zbrodni popełnionych przez okupanta hitlerowskiego na ziemiach polskich w latach 1939–1945 zamieszczono nazwiska 159 zidentyfikowanych ofiar pacyfikacji. Wieś została niemal doszczętnie spalona; ocalały tylko trzy domy mieszkalne i dwie stodoły.

## Epilog
Niemcy rozkazali władzom gminnym zorganizować pochówek ofiar. Wśród zgliszcz i stosów trupów mieszkańcy okolicznych miejscowości odnaleźli około 25 rannych. Zabrano ich do szpitala w Biłgoraju. Zamordowanych mieszkańców Soch pogrzebano w siedmiu zbiorowych mogiłach.
Masakra odbiła się szerokim echem. Informowały o niej raporty polskiego podziemia oraz konspiracyjna prasa. W odwecie za pacyfikację Soch oddziały partyzanckie AK dowodzone przez Adama Piotrowskiego ps. „Dolina”, Jana Turowskiego ps. „Norbert” i Tadeusza Kuncewicza ps. „Podkowa” zaatakowały zasiedloną przez niemieckich kolonistów wieś Siedliska (5/6 czerwca 1943). Według źródeł konspiracyjnych zabito wtedy 60 osób i spalono 140 zagród.

## W kulturze
Do doświadczeń wojennych nawiązuje w swej twórczości poetka Teresa Ferenc, która jako dziewięcioletnie dziecko przeżyła pacyfikację Soch i straciła w niej oboje rodziców.
Pacyfikacja Soch i związana z nią rodzinna trauma jest głównym motywem książki Mała zagłada (wyd. 2015), której autorką jest córka Teresy Ferenc, Anna Janko.
W 2018 roku stworzono film dokumentalny pt. „Mała Zagłada” na temat wydarzeń z 1 czerwca 1943 roku. Oprócz historii opowiadanej przez osoby bezpośrednio dotknięte tą tragedią, również przybliża następstwa wojny, a także pokazuje jak trauma jest dziedziczona przez potomków.
O pacyfikacji wsi Sochy pisze w swojej książce pt. Sochy dawniej i dziś Władysław Sitkowski.

## Galeria

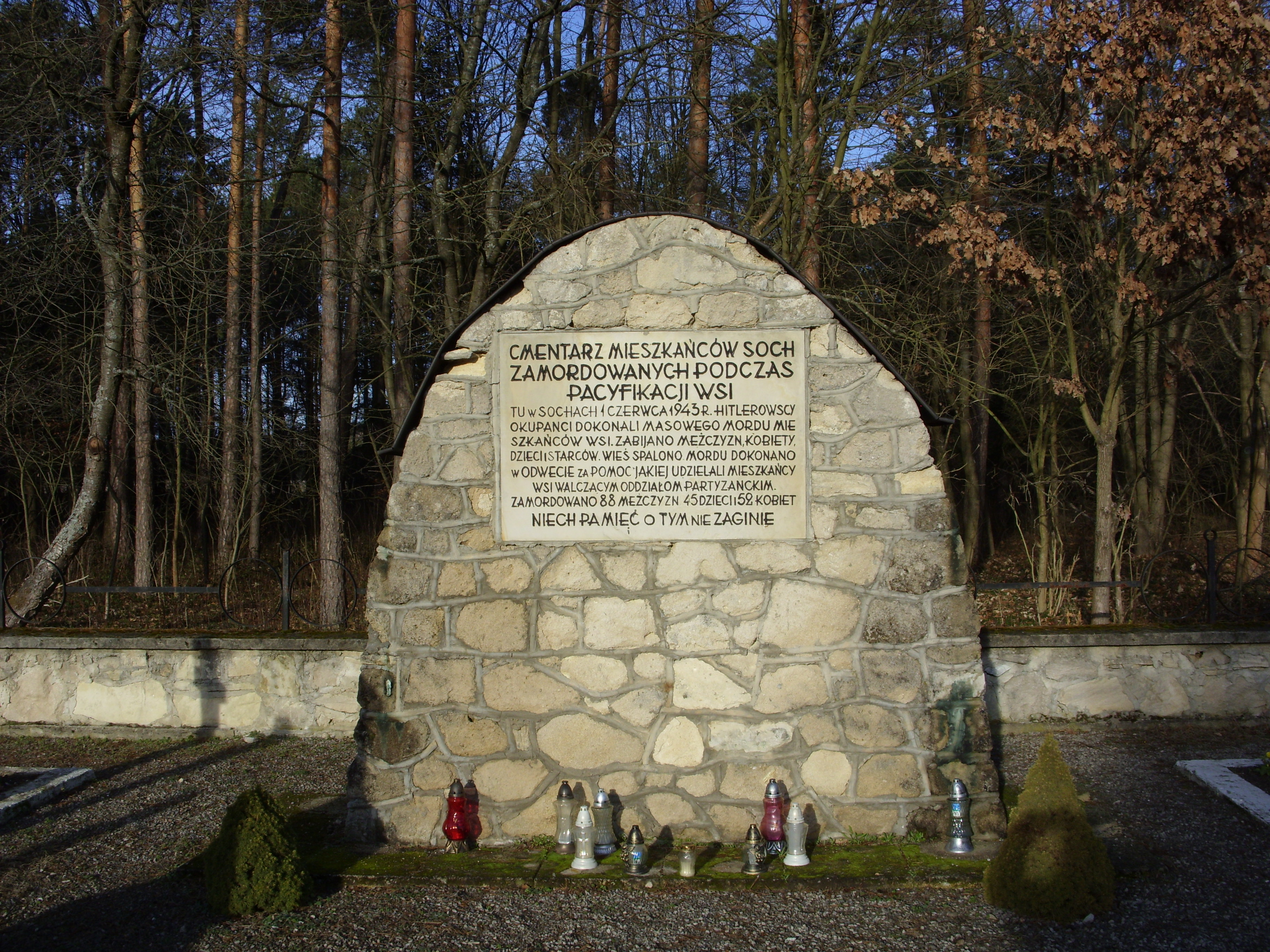
Pomnik w Sochach upamiętniający ofiary pacyfikacji
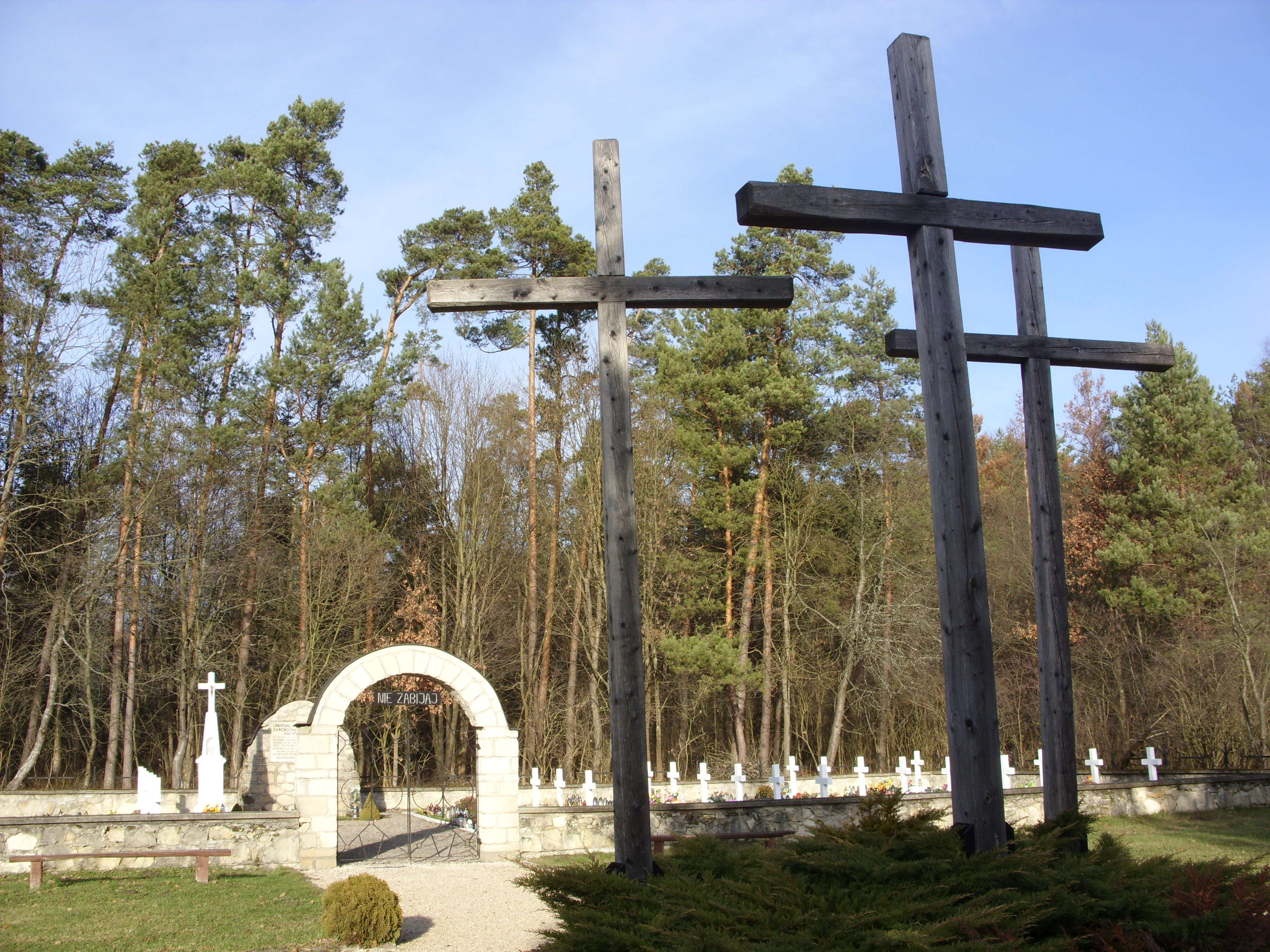
Krzyże i ogólny widok na cmentarz ofiar pacyfikacji
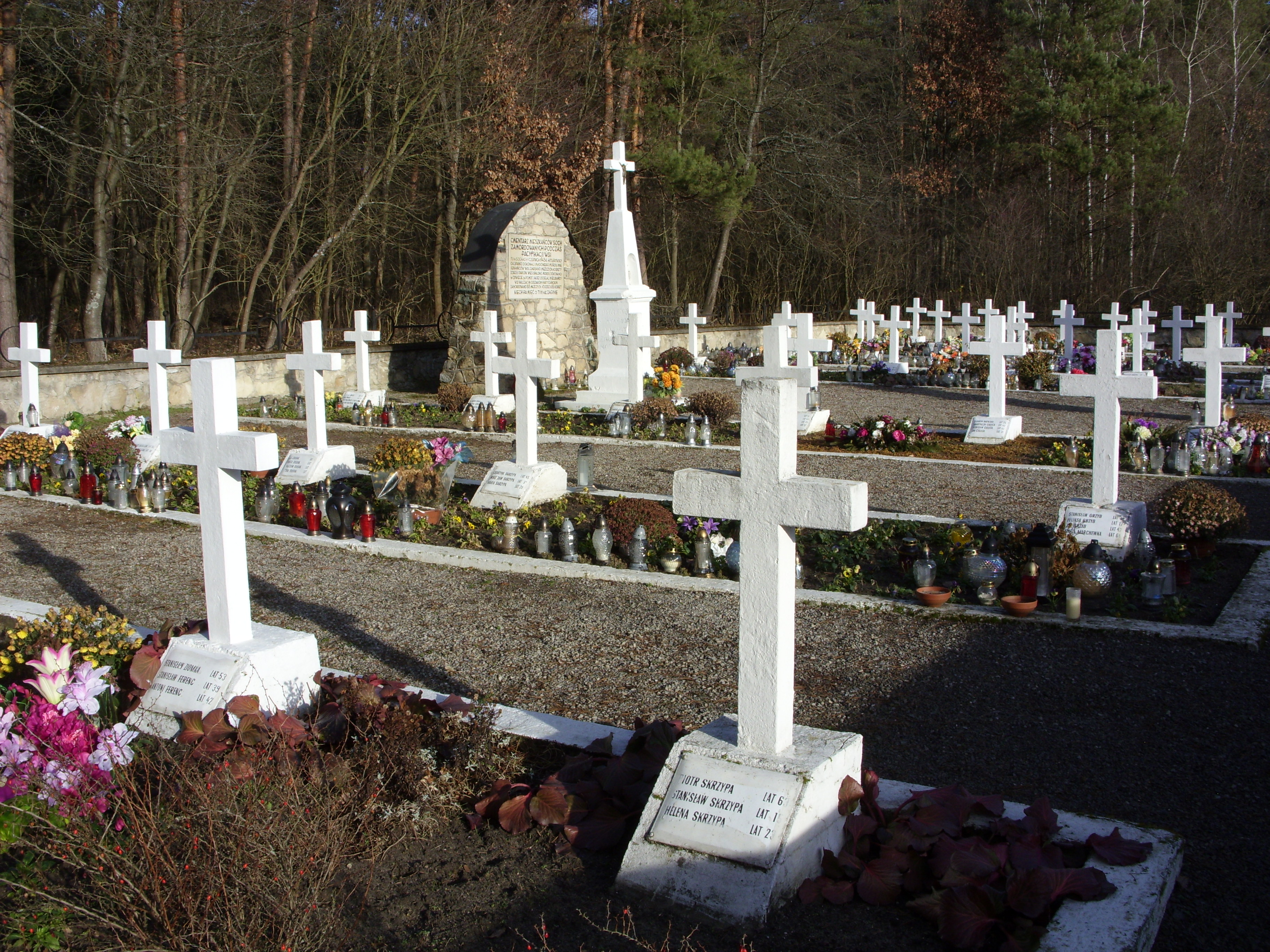
Mogiły na cmentarzu w Sochach
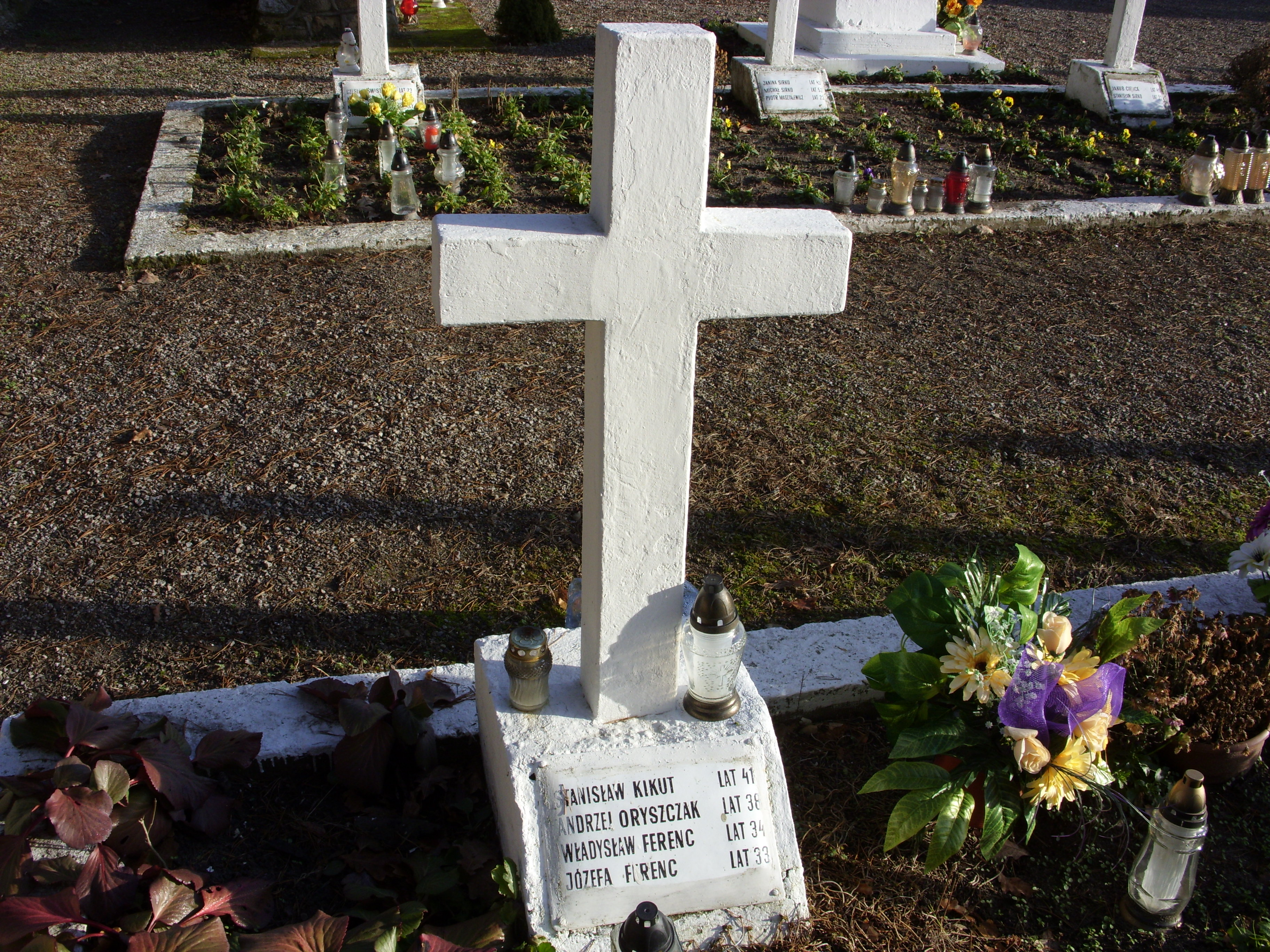
Grób m.in. Władysława i Józefy Ferenc, rodziców poetki Teresy Ferenc, która ocalała z pacyfikacji
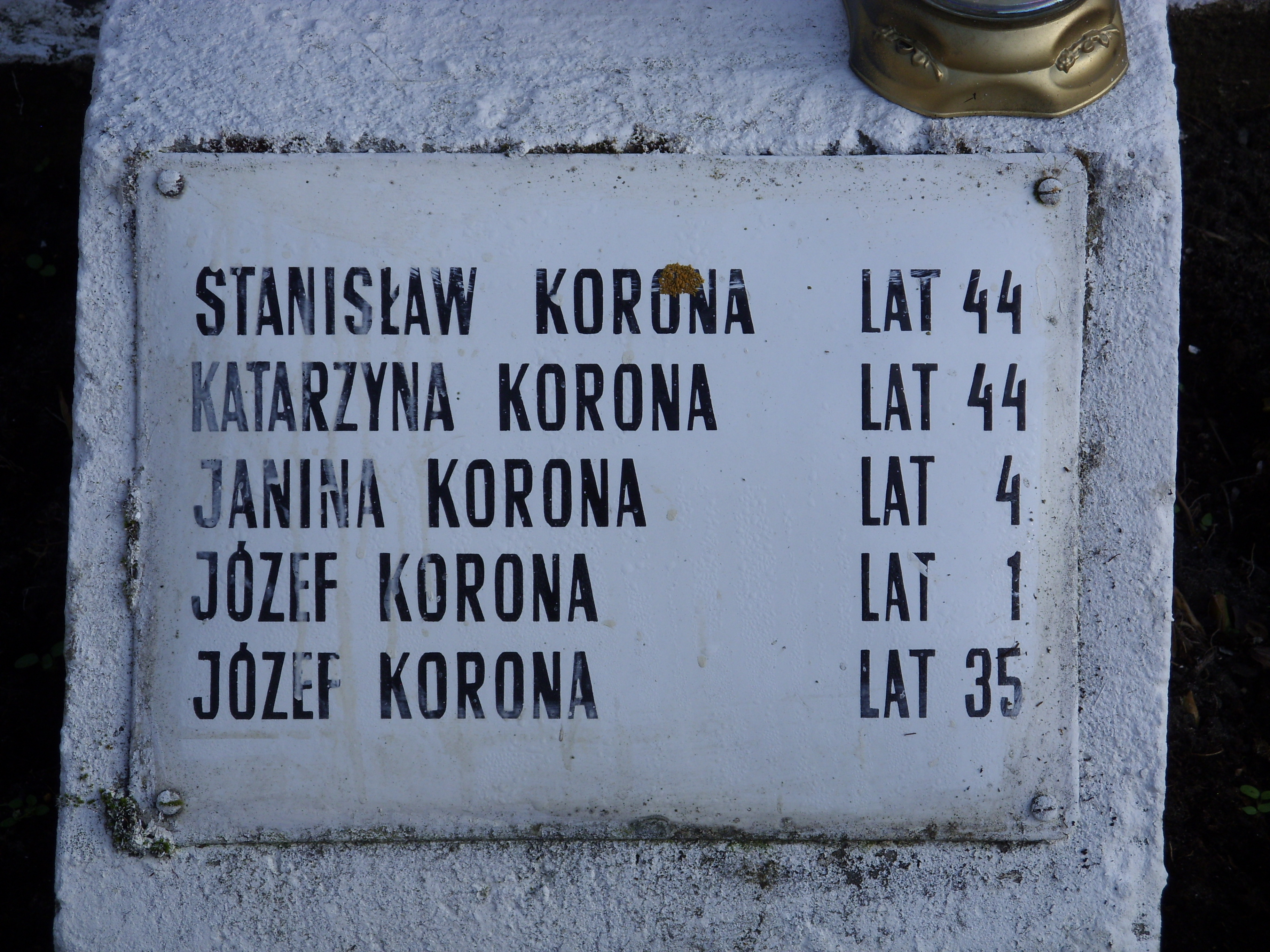
Grób ofiar pacyfikacji z rodziny Koronów, w tym rocznego Józefa i czteroletniej Janiny
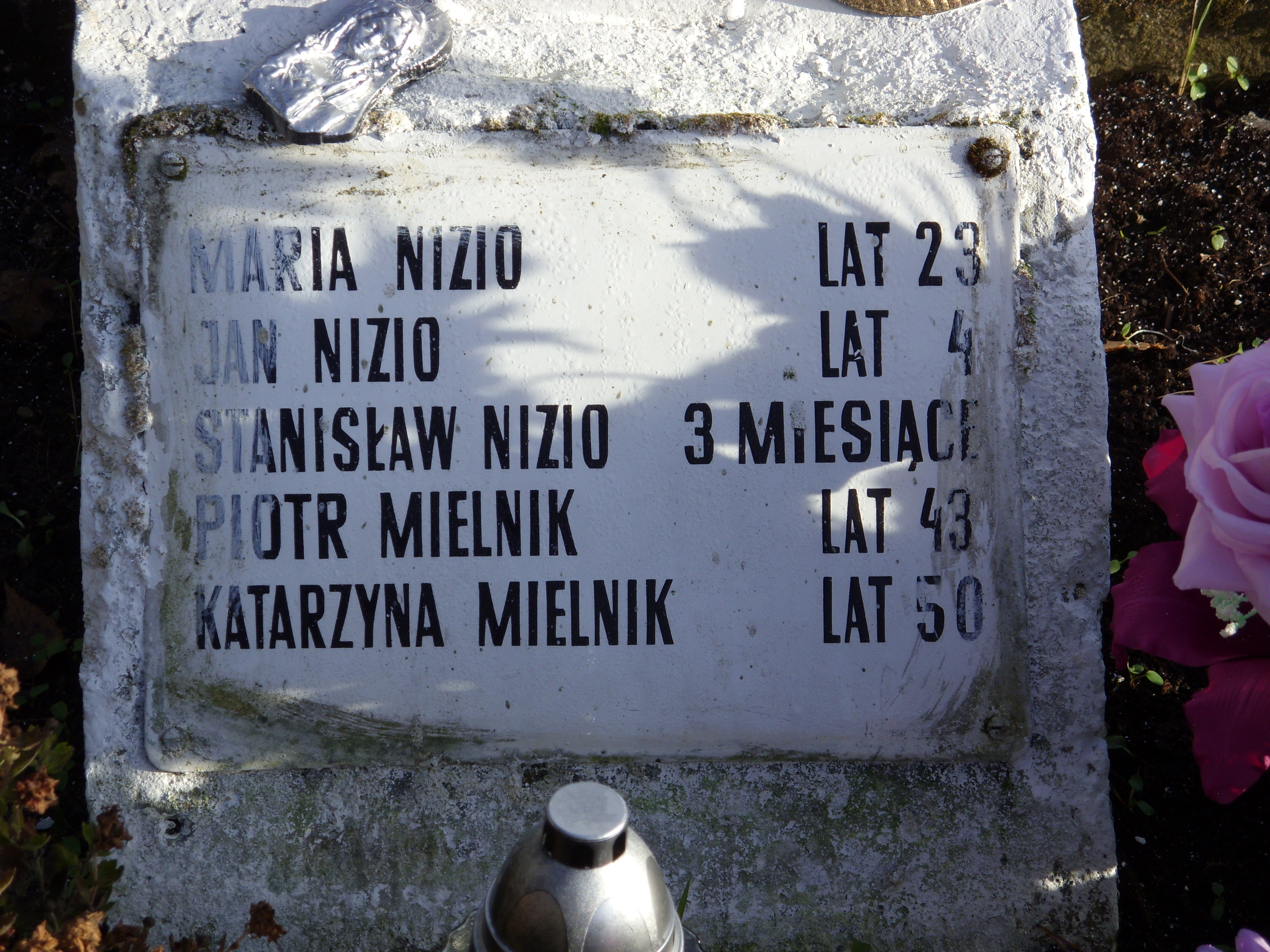
Grób ofiar pacyfikacji z rodziny Nizio, w tym trzymiesięcznego Stanisława i czteroletniego Jana, oraz z rodziny Mielnik